# Liam Buckley
Liam Buckley, né le 14 avril 1960 à  Dublin en Irlande, est un ancien joueur et entraîneur de football. Il a joué deux fois pour l’équipe de la république d'Irlande de football. Il est actuellement le manager du Sporting Fingal FC qui joue dans le championnat d'Irlande de football en First Division.

## Biographie
Liam Buckley commence sa carrière de footballeur dans le club dublinois de Shelbourne FC et signe ensuite à la fin de la saison 1978-1979 aux Shamrock Rovers un contrat de joueur professionnel. Il marque son premier but sous le maillot des Hoops contre son ancien club à Glenmalure Park le 21 octobre 1979. C’est le premier des sept buts qu’il marque cette saison-là
Le 30 avril 1980, il fait partie de l’équipe représentant la ligue professionnelle d'Irlande qui joue contre l’Argentine au stade de River Plate. Diego Maradona marque le but de la victoire argentine (1-0). En 1981, il est sélectionné en équipe d'Irlande des moins de 21 ans.
Après un passage aux Vancouver Whitecaps, il est le meilleur buteur du club avec 21 buts lors de la saison 1981-1982. Il renouvelle la performance la saison suivante. En 1983-1984, les Hoops remportent leur premier titre depuis vingt ans. Buckley marque 13 buts avant de se casser la clavicule en février contre Waterford United. Moins de six semaines plus tard il rejoue et marque le but de la victoire en finale de la Coupe d'Irlande de football contre Shelbourne. Il joue cinq matchs de coupe d’Europe avec les Shamrock Rovers.
Liam Buckley devient international irlandais en 1984 lors d’un match contre la Pologne. En juillet de la même année il est transféré au KSV Waregem. C’est à ce moment-là qu’il est sélectionné en équipe nationale pour la deuxième fois. Avec Waregem, il atteint la demi-finale de la Coupe UEFA 1985-1986. Au total il joue 25 matchs en Belgique et marque 5 buts.
Il est ensuite transféré sous la forme d’un prêt dans le club espagnol du Racing Santander pour la saison 1986-1987. Il fait ses grands débuts en Espagne au Camp Nou le 30 août 1986. Buckley se souvient tout particulièrement de ce match : « Gary Lineker et Mark Hughes faisaient leurs débuts pour le FC Barcelone. Il y avait une foule d’environ 90 000 personnes et l’ambiance était énorme. Bien que le Barça nous a battu 2-0, je pense que cette rencontre est le fait saillant de ma carrière ».
Buckley rejoint ensuite le club suisse du FC Martigny-Sports où il passe deux saisons.
Il rentre ensuite en Irlande où il signe de nouveau aux Shamrock Rovers en 1989 mais de nombreuses blessures l’empêche de figurer régulièrement en équipe première. Au terme de sa dernière saison au club, en 1991-1992, il n’a marqué qu’un seul but en 11 matchs.
Il est alors transféré au St. Patrick's Athletic FC où il remporte le championnat en 1996 en tant qu’entraîneur assistant aux côtés de Brian Kerr. Lorsque celui-ci quitte le club en décembre 1996, la direction du club ne lui propose pas de prendre la suite de celui qui sera resté dix ans en poste. Liam Buckley quitte alors le club et signe pour les  Sligo Rovers. Il devient ensuite l’entraineur-joueur d’Athlone Town qu’il guide vers les demi-finales de la Coupe d’Irlande en 1998.
Liam Buckley est rappelé par St. Patrick's Athletic en 1998 pour succéder à Pat Dolan. Il n’y reste qu’une seule année avant de retourner à Athlone. Il est ensuite recruté par les Shamrock Rovers en avril 2002. Lors de sa première saison, les Rovers parviennent en finale de la Coupe et terminent à une belle troisième place en championnat.
En 2008, Liam Buckley prend en charge le club de Sporting Fingal alors que celui-ci vient d’être créé pour intégrer le championnat d'Irlande en First Division. Pour sa première saison professionnelle, le club termine à une belle troisième place

## Palmarès
Joueur
- Championnat d'Irlande de football : 2
  - Shamrock Rovers : 1983/84
  - St. Patrick's Athletic : 1995/96

- Leinster Senior Cup : 1
  - Shamrock Rovers : 1982

- - Joueur de l'année :
  - Shamrock Rovers - 1981/82 et 1982/83

Entraîneur
- Championnat d'Irlande de football : 1
  - St. Patrick's Athletic : 1998/99
- Coupe d'Irlande : 1
  - Sporting Fingal : 2009

## Sources
- (en) Stephen McGarrigle, The Complete who's who of Irish international football : 1945-1996, Edimbourg, Mainstream Publishing, octobre 1996, 237 p. (ISBN 1-85158-894-9), p. 27